# アリーアクバル・ヴェラーヤティー

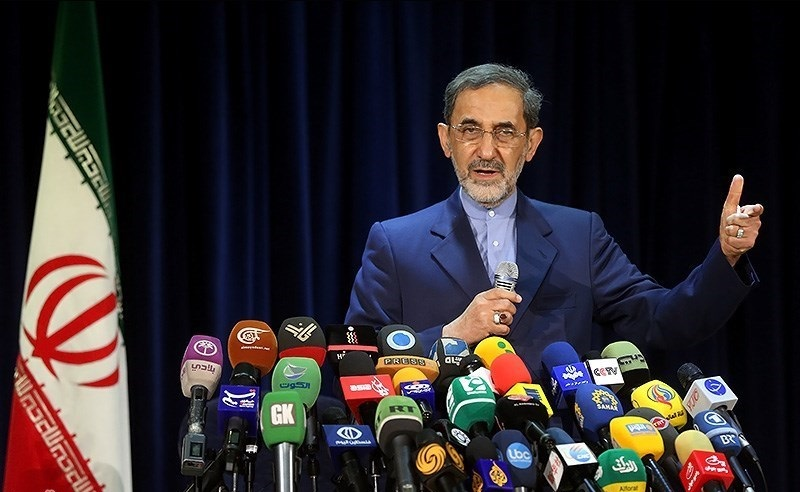
2013年の大統領選挙時

アリーアクバル・ヴェラーヤティー（ペルシア語: علی اکبر ولایتی、Ali-Akbar Velayati、1945年6月25日 - ）は、イランの政治家、小児科医。元外務大臣（1981年-1997年）。現在は最高指導者国際（外交）問題担当顧問、公益判別会議議員、イスラムの目覚め国際会議議長をつとめる。「アリー・アクバル」と分けて表記されることもある。「ヴェラーヤティー」の部分は日本のメディアでは「ベラヤチ」または「ベラヤティ」と表記される。
テヘラン出身。1981年、当時大統領であったアリー・ハーメネイーは、ヴェラーヤティーを首相に据えようとしたが、議会の信任を得られず、結局ミールホセイン・ムーサヴィーが首相となった。
2013年6月のイラン大統領選挙に立候補したが、2,268,753票の5位に終わり落選した。